# Mandalay Resort Group
Le Mandalay Resort Group était un opérateur d’hôtels-casinos basé à Las Vegas, Nevada. Ses propriétés principales comprenaient le Mandalay Bay, le Luxor, l'Excalibur et le Circus Circus, ainsi que la moitié des parts du Monte Carlo. En matière de capitalisation boursière, il était l'un des plus grands opérateurs de casino au monde.
L'écho du Mandalay Resort Group dépasse les frontières américaines. De nombreux comparateurs de casinos réputés le classent parmi les dix meilleurs casinos à Las Vegas.
MGM Mirage, l’un des plus grands concurrents du Mandalay Resort Group a racheté la totalité de ces avoirs pour un montant de 7,9 milliards de dollars. L’opération de rachat s’est terminée le 26 avril 2005.
Les dirigeants de MGM étaient convaincus que les régulateurs antitrust ne demanderaient pas la vente de l'une des propriétés des deux entreprises. Cependant, la loi du Michigan interdisait à une entreprise de posséder plusieurs casinos, exigeant la vente soit du MGM Grand Detroit, soit des 54% de participation de Mandalay dans le MotorCity Casino. Après quelques hésitations sur la propriété à vendre, Mandalay a accepté une offre de $525 millions pour sa participation dans MotorCity de Marian Ilitch, le deuxième plus grand actionnaire du casino.

## Hôtels et casinos lors du rachat par MGM Mirage
- Circus Circus, Las Vegas
- Slots-A-Fun Casino, Las Vegas
- Circus Circus Reno, Reno (Nevada)
- Colorado Belle, Laughlin, Nevada
- Edgewater Hotel & Casino, Laughlin, Nevada
- Excalibur, Las Vegas, Nevada
- Gold Strike Hotel and Gambling Hall, Jean, Nevada
- Gold Strike Resort, Tunica, Mississippi
- Grand Victoria, Elgin, Illinois
- Luxor, Las Vegas, Nevada
- Mandalay Bay, Las Vegas, Nevada
- Monte Carlo, Las Vegas, Nevada
- Nevada Landing Hotel and Casino, Jean, Nevada
- Railroad Pass, Henderson (Nevada)
- Silver Legacy Resort Casino, Reno (Nevada)